# Cure
Cure – rzeka we Francji przepływająca przez teren trzech departamentów – Saona i Loara, Nièvre oraz Yonne. Ma długość 113,3 km. Uchodzi do rzeki Yonne. Średni spadek koryta rzeki wynosi 0,53%.

## Geografia
Rzeka ma źródła na terenie w gminy Anost, na terenie Parku Regionalnego Morvan. Generalnie płynie w kierunku północnym, północno-zachodnim lub zachodnim. W jej górnym biegu zostało utworzone sztuczne jezioro Lac des Settons. Uchodzi do Yonne w miejscowości Cravant na terenie gminy Deux-Rivières.
Cure płynie na terenie 3 departamentów, w tym 29 gmin:
Saona i Loara (1 gmina)Anost (źródło)
Nièvre (9 gmin)Planchez, Montsauche-les-Settons, Gouloux, Moux-en-Morvan, Gien-sur-Cure, Dun-les-Places, Saint-Brisson, Saint-André-en-Morvan, Marigny-l’Église
Yonne (19 gmin)Lucy-sur-Cure, Bessy-sur-Cure, Foissy-lès-Vézelay, Pierre-Perthuis, Domecy-sur-Cure, Chastellux-sur-Cure, Saint-Germain-des-Champs, Quarré-les-Tombes, Montillot, Givry, Asquins, Saint-Père, Arcy-sur-Cure, Saint-Moré, Voutenay-sur-Cure, Sermizelles, Blannay, Vermenton, Deux Rivières (ujście)

## Hydrologia
Uśredniony roczny przepływ rzeki Cure wynosi 16,2 m³/s. Pomiary zostały przeprowadzone na przestrzeni ostatnich 56 lat w miejscowości Arcy-sur-Cure. Największy przepływ notowany jest w lutym (29,6 m³/s), a najmniejszy w sierpniu – 6,82 m³/s.

## Dopływy
Cure ma 32 nazwane dopływy. Są to:
| - Ruisseau des Vernets - Ruisseau de Piscuit - Ruisseau de Lyonnet - Ruisseau des Batailles - Ruisseau de la Garenne - Bridier - Ruisseau de Bouquin - Vignan - Ruisseau de Breuil - Ruisseau de Vannay - Ruisseau de Saint-Marc | - Ruisseau de Montgourlon - Ruisseau des Palus - Ru des Paluds - Ru de Tancoin - Ru des Quartiers - Chalaux - Crescent - Voldrain - Ru des Hates - Ruisseau de Recrot - Ruisseau du Saloir | - Ruisseau de Verdot - Brinjame - Ruisseau de Frétay - Ru des Riots - Ruisseau de Goblot - Ruisseau des Goths - Ruisseau de Crisenet - Ruisseau des Pres Melot - Ruisseau de Nanchevre - Cousin |